# Samaveda
O Samaveda (Sânscrito: सामवेद, sāmaveda,  um composto tatpurusha de sāman "canto ritual" + veda "sabedoria, inteligência"), é o terceiro, na ordem normal de enumeração dos quatro Vedas, as antigas escrituras hindus.
O Samaveda fica em segundo lugar na santidade e importância litúrgica depois do Rigveda ou Veda da Louvação Recitada. O seu Sanhita (samhita), ou porção métrica, consiste principalmente de hinos a serem cantados pelos sacerdotes Udgatar na execução destes importantes sacrifícios nos quais o suco da planta Soma, clarificado e misturado com leite e outros ingredientes, era oferecido em libação a várias deidades. 
A Coleção é feita de hinos, porções de hinos e versos destacados, tirados principalmente do Rigveda, transpostos e re-organizados, sem referência à sua ordem original, para adaptarem-se às ceremônias religiosas às quais eles eram empregados. Não pretendia-se que os versos fossem cantados, mas sim cantados em específicas melodias usando os sete svaras ou notas. Tais músicas são chamadas Samagana e, nesse sentido, o Samaveda é realmente um livro de hinos.
Nestes hinos compilados, há variações freqüentes, de maior ou menor importância, do texto do Rigveda como possuímos agora, em que as variações, embora, em alguns casos, sejam aparentemente explanatórias, parecem, em outros, ser mais antigas e originais que as leituras do Rigveda. No canto, os versos ainda são alterados por prolongação, repetição e inserção de sílabas, e várias modulações, descansos e outras modificações perscritas, para a orientação dos sacerdores excercentes, nos Ganas ou Livros de Canções. Dois destes manuais, o Gramageyagana, ou Congregacional, e o Aranyagana ou Livro de Canções da Floresta, seguem a ordem dos versos da Parte I, do Sanhita, e os outros dois, o Uhagana, o Uhyagana, da Parte II. Esta parte é menos deslocada que a Parte I, e é geralmente organizada em trios dos quais o primeiro verso é geralmente a repetição de um verso que ocorreu em uma Parte I.
O Samaveda sobrevive em uma única shakha ou versão, o Kauthuma shakha, com um segundo shakha, Jaiminiya (ou Talavakara), sobrevivendo fragmentariamente, o Jaiminiya Samhita. Do Jaiminiya shakha, também temos o Jaiminiya Brahmana, o Jaiminiya Upanishad Brahmana e o Kena Upanishad.